# Vicente Blanco Mosquera
Vicente Blanco Mosquera (Cee, 1974) es un creador e investigador español. Sus obras abarcan disciplinas tan variadas como: ilustración, pintura, mural, fotografía, instalación o videocreación, siendo esta última disciplina artística la que mejor le representa.

## Biografía
En 1997, Vicente Blanco, se licencia en Bellas Artes en la especialidad de Escultura en la Facultad de Bellas Artes de Pontevedra, en el campus de Pontevedra dependiente de la universidad de Vigo. En ese mismo año es seleccionado para participar en el Taller de Creación Artística impartido por los artistas Angel Bados y Txomin Badiola en Arteleku, San Sebastián, experiencia que contribuye en gran medida a su formación artística. En 1999 realiza Práctica y Límites de la Escultura, Cursos de Doctorado en la Universidad del País Vasco, Bilbao. En 2012 se convierte en Doctor por la Universidad de Granada en la Facultad de BBAA.
Entre los años 1996-2007, también participa de las becas de creación artística de distintas instituciones, fundaciones y museos que le han permitido poner en valor su amplia formación académica desarrollando proyectos personales, innovadores, por los que ha sido reconocido internacionalmente.
Actualmente, es profesor doctor en la Universidad de Santiago de Compostela, Campus de Lugo, en la especialidad de Educación Artística y ubica su estudio en Berlín, en el emblemático barrio de Kreuzberg donde convive y trabaja con otros creadores.

## Obra artística

### Primeros pasos
Vicente Blanco opta por la videocreación como medio de expresión artística fruto de la evolución de su proyecto personal como creador y de la curiosidad por investigar nuevas formas de expresión. Comienza su trayectoria artística haciendo dibujos sobre metacrilato. Posteriormente construye maquetas y las fotografía. Ubica estos elementos dentro del espacio expositivo y establece relaciones entre ellos haciendo que surjan pequeñas narraciones que los conectan. Explora los aspectos narrativos de la obra artística fragmentando la narración gracias a la utilización de diferentes medios (vídeo, dibujos, murales, collage…). Desea que sea el propio espectador el que se apropie de los discursos en función de su identidad personal, racial, cultural o sexual. El significado de su obra se abre a constantes reinterpretaciones que dependen del contexto en el que cada uno se encuentra.
La animación es otra disciplina que empieza a interesarle como producto adolescente. La ve como una especie de tamiz sobre el que poder filtrar imágenes procedentes del mundo adulto. Este medio le interesa porque le permite trabajar con la técnica del collage. Su intención es elaborar una imagen a partir de otras y crear asociaciones entre elementos diversos procedentes del mundo del arte o de la arquitectura y con una fuerte carga simbólica. [Fuente: entrevista en línea con el autor]

### Técnica
No emplea animación en 3D. Le interesa la animación tradicional: fotograma a fotograma. La realización de sus propuestas audiovisuales no necesita de un gran despliegue tecnológico. Cuando crea su primer vídeo de animación lo que realmente busca en el medio es la posibilidad de trabajar a partir de elementos mínimos. Cada plano tiene una animación muy simple; por ejemplo: el movimiento del pelo, el líquido dentro del vaso, postes repetidos que generan sensación de movimiento… Construye la estructura narrativa de la historia a partir de los detalles. En posteriores proyectos opta por la realización de collages mediante la utilización de recortes de papel a modo de pequeños escenarios donde se desarrolla la acción y proyecta sobre ellos los movimientos de cámara. [Fuente: entrevista en línea con el autor]

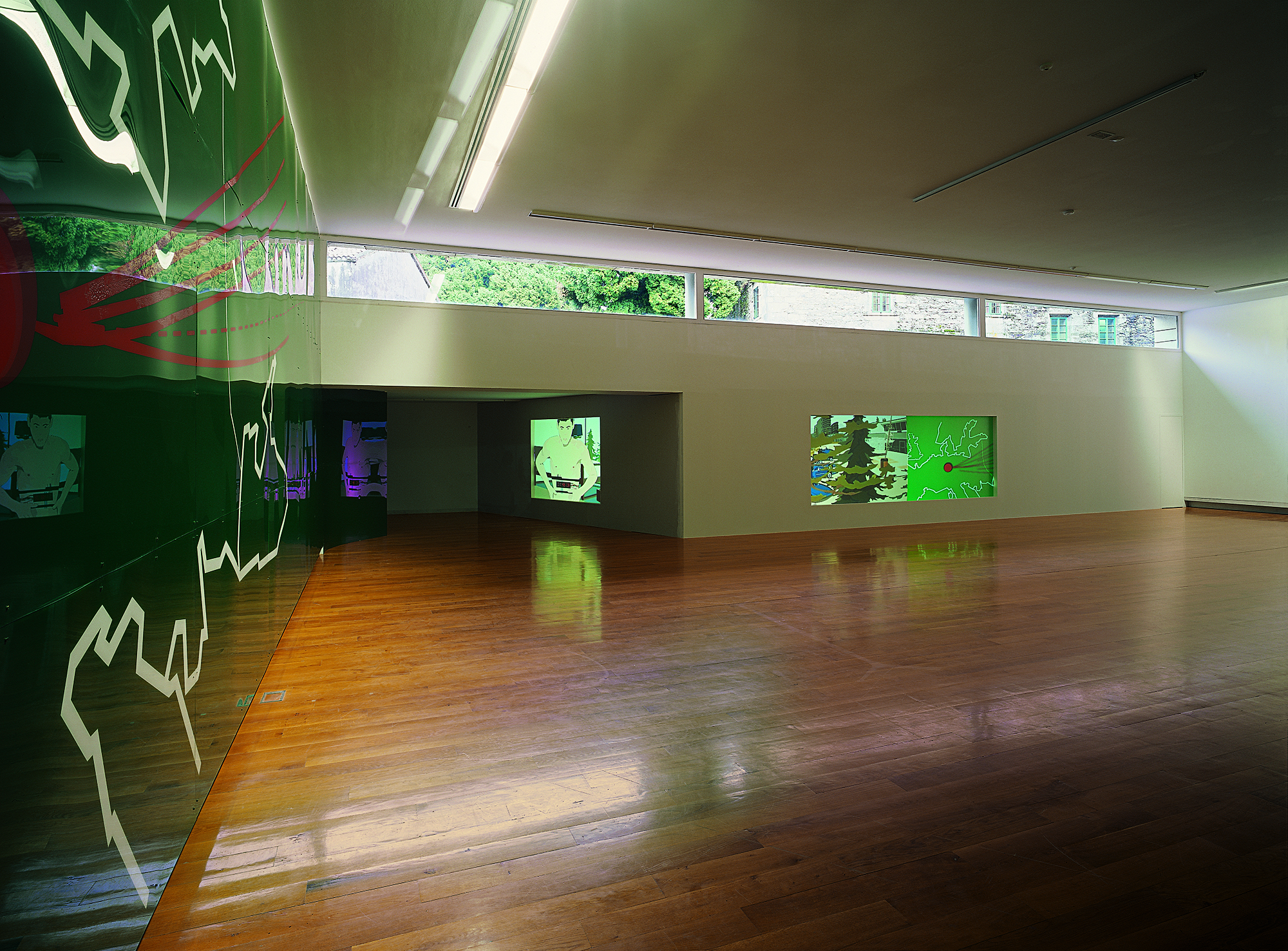
Lo que se espera de nosotros, Vista de la exposición

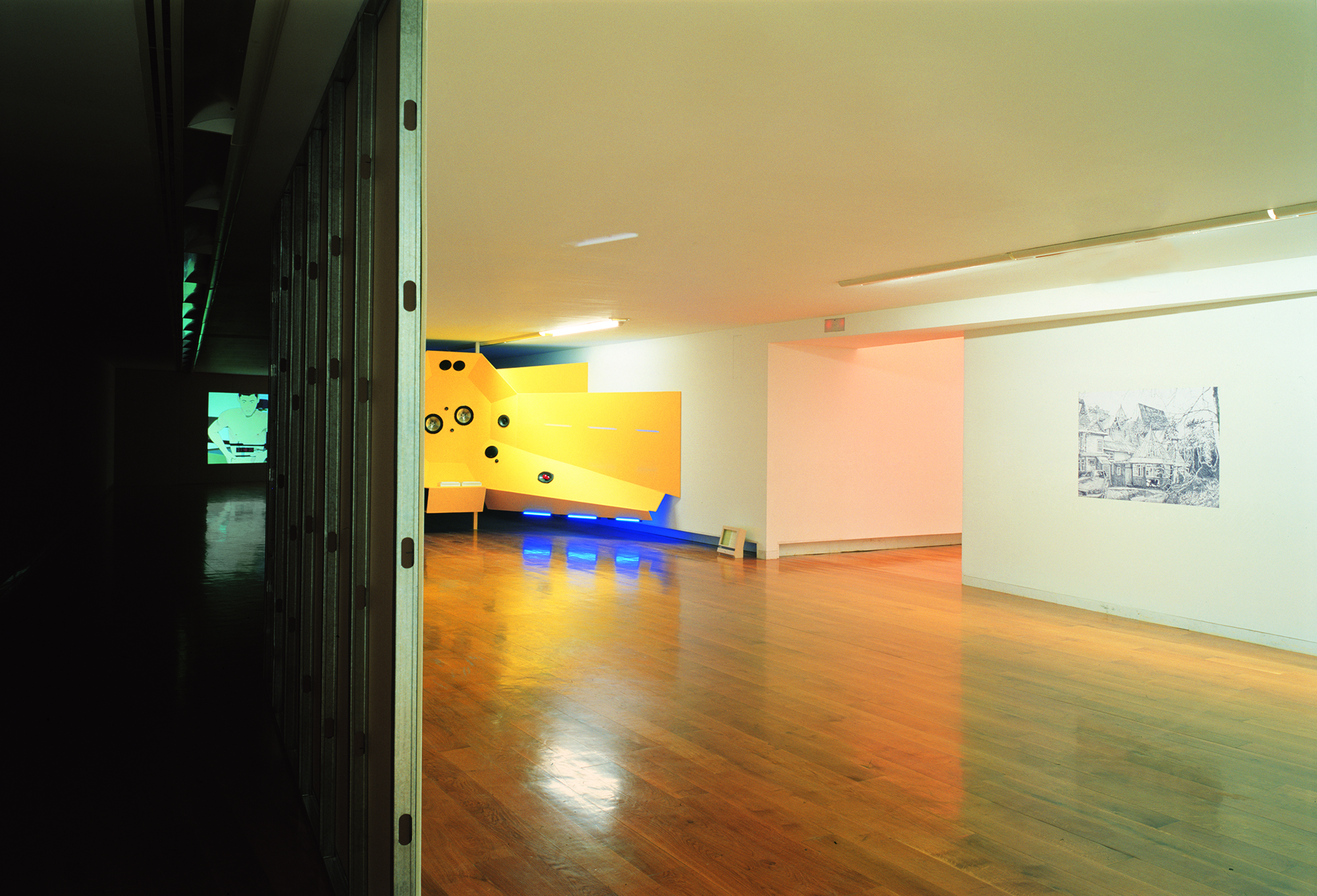
Lo que se espera de nosotros, Vista de la exposición, CGAC, Saniago de Compostela

### Simbología
Vicente Blanco tiene un estilo propio y bien definido. Existen en su obra elementos y simbologías que se reiteran: la adolescencia, el capitalismo, la alienación, los espacios abiertos, los árboles invernales, las vanguardias rusas, la ciencia ficción, el cine o los ambientes futuristas.
Según Vicente, los símbolos tienen un gran significado, especialmente cuando representan una era, una nación o una visión; aunque después de un tiempo, casi todos los símbolos empiezan a decir diferentes cosas a diferentes personas. A Vicente le interesa explorar los significados socialmente asumidos dentro de una cultura -especialmente los significados de las imágenes como iconos, o como memoria colectiva- para filtrarlos después a través de la experiencia personal y decodificarlos. Esa es la base de su trabajo: crear otras narrativas, otras formas de entender la vida más allá de las convenciones socialmente impuestas. De ahí surge su interés en el mundo del arte, y también en la educación a través del arte; que ve como un medio para generar experiencia y para construirse a uno mismo como sujeto activo, más allá de las convenciones y estereotipos socialmente adquiridos.
Actualmente (2015) también trabaja con elementos de su entorno habitual, la Galicia rural: elementos constructivos, flora, folclore, arquitectura..., descontextualizados; o que han quedado en el olvido: casas de indiano, iglesias franquistas, granjas construidas en la década de los 50 en áreas rurales del interior para colonizar tierras, etc. Desea recuperar esos elementos desde un punto de vista estético, descontextualizarlos, liberándolos de cualquier ideología. Cree que solo así es posible revisarlos y establecer nuevas relaciones con la realidad.

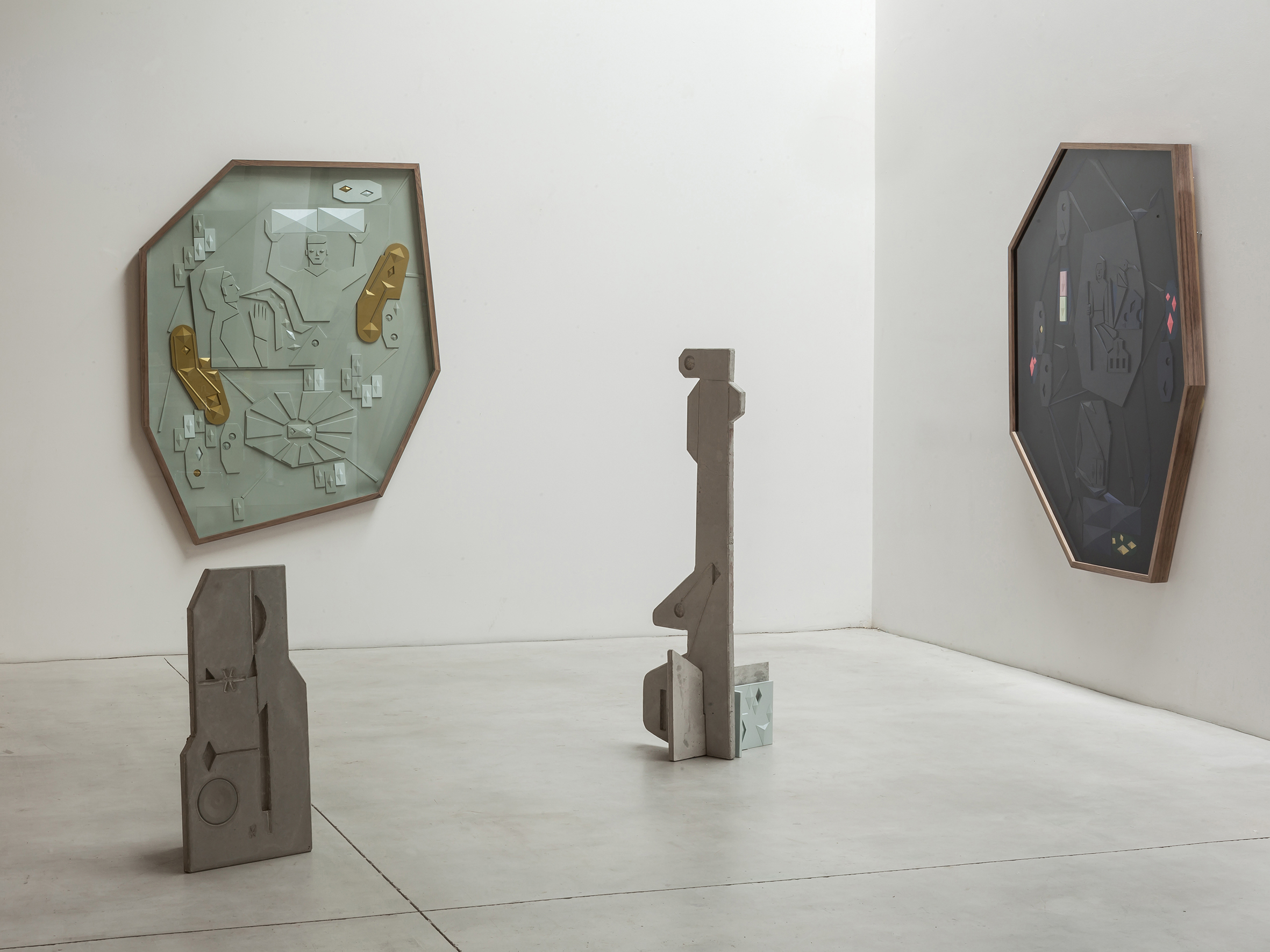
Estructuras para pertencer, papel, hormigón, cerámica

Tanto su bagaje intelectual y artístico, como sus estancias en el extranjero, han sido importantes para desarrollar este nuevo proyecto porque le permiten acercarse a estas cuestiones desde la distancia y compararlas con otras culturas. [Fuente: entrevista en línea con el autor]

### Influencias y concepción de la obra artística
Su concepción del arte es multidisciplinar y vanguardista. Apuesta por la hibridación de formas y contenidos. En su obra, lo analógico se mezcla con lo digital, el pasado con el futuro, la realidad con la ficción, lo natural con lo artificial. Las fronteras se desdibujan. Es un artista polifacético e influenciado
-dada la generación a la que pertenece- en gran medida por la televisión, el cine, la literatura fantástica o la estética del cómic. Lo apreciamos en sus creaciones desde el inicio de su trayectoria.
Inicialmente se sirve del dibujo como herramienta para indagar en sus límites y dotar de movimiento a formas aparentemente estáticas. Con técnicas de animación otorga un significado distinto a la obra gráfica, aproximándola a la narración fílmica, pero más pausada. Pretende establecer un diálogo entre distintos medios y formatos y que sea el espectador el que construya su propia historia a través de la sucesión de imágenes. Para Vicente Blanco, "no se trata de obras con un argumento, son imágenes con las que busco que el espectador cree su propia historia".
Profundiza e investiga en nuevas técnicas pictóricas (pintura tras metacrilato) tomando como ejemplo procedimientos artesanales de las artes gráficas, como el grabado y el trabajo por capas. [Obra: Sen Título, 1997].
Le interesa tanto el proceso que se lleva a cabo para la construcción de la obra como el resultado final. Lo compara con “una fina piel que puede llegar a ocultar la más compleja de las estructuras''. [Obra: Sen Título, 1997-98. Instalación]
En sus creaciones audiovisuales encontramos un sinfín de referencias vinculadas a otras disciplinas artísticas, como la arquitectura, la literatura fantástica, la escultura, o la cinematografía. Estos elementos aportan una fuerte carga simbólica a la obra de Vicente Blanco, que apuesta por la animación como medio de expresión; ya que esta le permite construir una realidad a modo de collage con múltiples asociaciones entre los distintos elementos que componen la historia.

## Trayectoria expositiva

### Exposiciones individuales
2009     Contrato para paisaje, Galerie van der Mieden, Amberes.
2006     Otra vez algo nuevo, Galería Elba Benítez, Madrid.
2006	     The Proll Thing. 16 proyectos de arte español, ARCO’ 06, Madrid.
2004	     Alguna vez pasa cuando estáis dormidos, Espacio Uno, Museo Nacional Centro de Arte Reina Sofía, Madrid.
2003     Lo que se espera de nosotros, CGAC, Centro Galego de Arte Contemporánea, Santiago de Compostela
2002	     Oh, oh, oh, oh yeah!, Galería Marisa Marimón, Ourense.
2001     Transeuropa Xpress, Bratislava en dos segundos, Ciclo Miradas Vírgenes, Centro Torrente Ballester, Ferrol.
1998     Luces de artificio, Galería Sargadelos, Santiago de Compostela.

### Exposiciones colectivas
2015

 Lo Extraño Imaginado, Exposición Colectiva (labor de comisariado). Edificio A Normal. Espazo de Intervención Cultural, A Coruña

Persistencia y Animación, Sociedad Nacional de Belas Artes, Lisboa.

En un lugar de la memoria, Círculo de artes plásticas de Coimbra, Portugal

Certame de Pintura, Concello de Cambre (primer premio)

2014

Lo real maravilloso, MUSAC, León / MOT, Tokio, Comisarios: Kristine Guzman/Yuko Hasegawa.
2013

"CAFÉ: Una historia de la animación española. ARTE", Cervantes Institute, Tokio, Japan, comisaria: Cristina García-Lasuén (Open This End).
2012

A obra elixida, MIHL, Lugo.

Itinerarte, Colección DKV, Itinerante.

Curator's Network, Matadero, Madrid.

Premio Internacional de Artes Plásticas Obra abierta, (adquisición), Caja Extremadura.

Colección III, Centro de Arte 2 de Mayo, Madrid.

Región 0. The Latino Video Art Festival. Centro Rey Juan Carlos I, Nueva York.

Festival de Vídeo de Camaguey, Cuba.

Big Screen Project, New York.

XII certame de artes plásticas "Isaac Díaz Pardo", Deputación de A Coruña.
2010

89 Km, MARCO, Vigo.

Art Amsterdam, Galerie van der Mieden, Ámsterdam.

Bienal de Arte Fundación María José Jove, A Coruña.

XXV años Muestra de Arte Injuve, Antigua Fabrica de Tabacos, Círculo Bellas Artes, Madrid.

Merrie Melodies (y otras 13 maneras de entender el dibujo) DA2, Salamanca.

XXXI Salón de Otoño, Itinerante, Extremadura.
2009

XV Película de Pel, Galería Marisa Marimón. Ourense.

Hybrid Generations: Forms and Languages of Video-Art in Spain, CIGE 2009, Stand Casa Asia, Pekín.

Rencontres Internacionales, Haus der Kulturen der Welt, Berlin.

Auditorium Sabatini, Museo Nacional Centro de Arte Reina Sofía, Madrid.

Realidades, expresiones, tramas. Arte en Galicia desde 1975, Afundación, Pontevedra.

Rexistros Abertos, Museo Provincial, Lugo.
2008

Rencontres Internationales Paris/Berlin, Centre Pompidou,  Beaux Arts,  Paris.

Exposición Becarios Endesa 9, Museo de Teruel.

Parangolé, Museo Patio Herreriano de Valladolid, Valladolid, España.

Mixed Emotions. Apuntes para una colección del siglo XXI DA2, Domus Artium 2002, Salamanca.

“Miradas de hoy”, Instituto Cervantes de Varsovia.
2007

Fantasmagoría: Dibujo en Movimiento, Fundación ICO, Madrid.

Geopolíticas de la animación, CAAC, Sevilla; MARCO, Vigo.

El Puente de la visión, Museo de Bellas Artes de Santander.

Aquí y ahora, Sala Alcalá, Madrid.

Destino Santiago, Instituto Cervantes Praga e Instituto Cervantes Berlín.

Existencias MUSAC, Museo de Arte Contemporáneo de Castilla y León, Léon.

XLIV Certamen Internacional d’Arts Plàstiques de Pollença 2007, Museu de Pollença, Pollença.

O debuxo por diante, CGAC - Centro Galego de Arte Contemporánea, Santiago de Compostela.
2006

¿Viva pintura!, Hangar 7, Salzburgo, Austria.

16 proyectos de arte español, espacio comisariado por Maria Corral, ARCO’ 06, Madrid.

 Urbanitas, MARCO, Museo de Arte Contemporáneo de Vigo, Vigo.

 Becas Unión Fenosa, MACUF, A Coruña.

 Destino Santiago de Compostela, Instituto Cervantes de Sofía, Bulgaria.

 XVI Certamen de Artes Plásticas de la UNED, Madrid.

 Contos dixitais, CGAC, Santiago de Compostela.
2004

Enlaces. Museo Patio Herreriano de Valladolid, Valladolid, España.

Expoactual. Galería DV, San Sebastián, España.

Quinzaine Hispanique. Instituto Bossuet, Condom-enˆArmagnac, Touluse.
2003

Monocanal, MNCARS, Itinerante.

Edición Madrid, Palacio de las Tentaciones, Madrid.

Loop‚OO. Art, Barcelona.
2002

Narrando espacios, tiempos, historias. XXVII Bienal de Pontevedra, Pontevedra.

Figuraciones: Arte civil, magicismos, espacios de fronteras. Itinerante.

 Exposición Artistas nominados Francia-España, Prix Altadis, Paris.
2001

Figuraciones. Centro de Arte Joven de la Comunidad de Madrid, Madrid; Edificio Sarmiento, Museo de Pontevedra, Pontevedra,

 Arte emergente. Sociedad Estatal España Nuevo Milenio. Estación Marítima de A Coruña, A Coruña, España
2000

Transfer 2000-2001, CGAC, Centro Galego de Arte Contemporánea, Santiago de Compostela; Palacio de Revillagigedo, Gijón; Sala Rekalde, Bilbao, España; Städtisches Museum Leverkusen Schlob Morsbroich; Willhelm Lehmbruck Museum Duisburg, Städtisches Museum Abteiberg Mönchengladbach; Gessellschft für Zeitgenössische Kunst, Essen, Alemania.

Bloody Nose, Main Gallery CGU, Los Ángeles, USA.

Waves, Festival de Vídeo de Los Ángeles, Los Ángeles, USA.

Generación 2000, Caja Madrid. Itinerante.
1999

Muestra de Arte Joven, Círculo de Bellas Artes, Madrid, España.
1998

Exposición taller de Ángel Bados y Txomin Badiola, Arteleku, San Sebastián; Centro Cultural Montehermoso, Vitoria, España.

### Becas y premios
2010 		           
Premio Internacional Bienal de Arte Fundación María José Jove
2008		                   
I Premio Estampa Comunidad de Madrid
2005-2007 	  
Beca Endesa

2003-2005	  
Beca Unión Fenosa, Künstfabrik, Berlín, Alemania
2000-2001	  
Beca de Proyectos Generación 2000, Caja Madrid, Madrid, España
1999-2000	  
Beca de La Diputación de A Coruña para Ampliación de Estudios Artísticos

                    
CGU, Los Ángeles, California, USA
1996-1997	  
Beca de Colaboración en el Departamento de Expresión Artística, Universidad de Vigo, España

### Obra en colecciones
CGAC, MUSAC, Caja Madrid, Caja Extremadura, Fundación Coca-Cola, Caixa Galicia,
Caixa Nova, INJUVE, Patio Herreriano, DA2, Endesa, MACUF, Fundación María José Jove, UNED, Comunidad de Madrid, Ayuntamiento de Pamplona, Deputación de A Coruña, DKV

## Futuros proyectos
- Septiembre 2015:

Lo Extraño Imaginado, Exposición Colectiva (labor de comisariado). Edificio A Normal. Espazo de Intervención Cultural, A Coruña 
Persistencia y Animación, Sociedad Nacional de Belas Artes, Lisboa.
- Próximamente: Realización de una serie de collages y relieves de papel para un complejo proyecto de animación con matices cinematográficos. Incorporará elementos de su entorno, un área rural en Galicia, cuya identidad, tradiciones, arquitectura, paisaje están desapareciendo rápidamente, absorbidos por los nuevos modelos económicos. La película comienza en el momento actual. Pretende utilizar la animación como medio para recrear situaciones no vividas, recreando otras nuevas y mezclándolas con elementos de ficción. [Fuente: entrevista en línea con el autor]

### Webgrafía
- https://web.archive.org/web/20150407195416/http://coleccion.abanca.com/es/Coleccion-de-arte/Artistas/ci.Vicente-Blanco.formato7
- https://web.archive.org/web/20150408034253/http://artistasmac.com/comunidad/vicente-blanco/
- http://www.curators-network.eu/database/db_item/id/vicente_blanco
- http://www.artfacts.net/es/artista/vicente-blanco-17435/perfil.html